# Bugatti Tipo 53
La Type 53 era auto da corsa prodotta nel 1932 dalla Casa francese Bugatti.

## Storia e profilo

### Genesi
Costruita nel 1932 in soli tre esemplari, di cui solo uno sopravvissuto, la Type 53 è stata per i suoi tempi un'auto assai rivoluzionaria, poiché si tratta di una delle prime autovetture da competizione dotate di trazione integrale. Tale soluzione era all'epoca qualcosa di veramente audace e sopra le righe, a tal punto che i principali costruttori non se la sentivano di investire in una simile impresa. È pur vero che già nel 1903 l'olandese Spyker aveva costruito quella che viene definita come la prima auto a trazione integrale della storia ed è altrettanto vero che negli anni '20 del XX secolo alcuni costruttori come la Tracta stavano sperimentando la trazione anteriore, essenziale per un costruttore di quegli anni se voleva passare dalla classica configurazione a ruote motrici posteriori a quella ben più ardita a quattro ruote motrici. In realtà, sulla nascita della Type 53 circolano storie differenti: secondo una di queste storie, Ettore Bugatti avrebbe acquistato una Miller a trazione anteriore solo per poterla smontare e carpirne i segreti (da tale esperienza sarebbe però nata un'altra Bugatti da competizione, la Tipo 51). Un'altra di queste storie racconta invece che un tecnico Bugatti di quegli anni, l'italiano Antonio Pichetto, ricevette un progetto da Giulio Cesare Cappa, altro progettista italiano che invece era in forza alla Fiat. Tale progetto riguardava proprio la trazione integrale da applicare in ambito automobilistico, un progetto che come già detto tendeva a scoraggiare la maggior parte dei costruttori di quegli anni.
Antonio Pichetto riuscì a convincere Jean Bugatti, il figlio di Ettore, della bontà del progetto relativo alla Tipo 53. Jean Bugatti, a sua volta, riuscì a convincere il padre, che in effetti stava pensando a come rendere le vetture più maneggevoli nei circuiti veloci, dove gli assali tendevano ad alleggerirsi notevolmente. Dopo una gestazione di due anni, la vettura venne finalmente svelata nel marzo 1932.

### Caratteristiche
L'architettura meccanica della Tipo 53 prevedeva il motore longitudinale e le quattro ruote motrici: quest'ultima caratteristica, che rappresenta il contenuto tecnico di maggior rilievo nella Tipo 53, era ottenuta nel più classico dei metodi, e cioè utilizzando tre differenziali, di cui uno centrale, per l'invio della coppia motrice ai due assali e la sua ripartizione in funzione del livello di aderenza del fondo stradale. Il cambio, a 4 marce, era posizionato appena davanti al parafiamma che divideva l'abitacolo dal vano motore. Da qui partivano l'albero per l'avantreno e quello per il retrotreno, nonché quello di collegamento con il motore, situato più avanti. A proposito del propulsore utilizzato, si scelse un 8 cilindri in linea da 4972 cm³, con distribuzione a due assi a camme in testa e sovralimentato mediante un compressore volumetrico Roots. Si trattava in pratica dello stesso motore utilizzato per la Tipo 50 che in precedenza aveva corso a Le Mans, ma senza successo a causa della sua scarsa manovrabilità. La potenza massima raggiungibile da tale propulsore era di 300 CV a 4000 giri/min, parecchi per una vettura del peso di 950 kg, che poteva così raggiungere una velocità massima di 200 km/h.
Tra le altre novità introdotte dalla Type 53, va segnalato l'avantreno a ruote indipendenti, per la prima volta su una Bugatti. Fino a quel momento erano stati utilizzati unicamente assali rigidi. Le molle erano a balestra trasversale doppia. Il retrotreno conservò invece la classica soluzione ad assale rigido con molle a quarto di balestra. Esteticamente la Tipo 53 si riconosceva per la presenza di una griglia anteriore che nascondeva quella classica a ferro di cavallo, ma che aveva principalmente la funzione di proteggere i semiassi anteriori.

### Attività sportiva
Nonostante fosse una vettura all'avanguardia per l'epoca, la Type 53 non ebbe vita facile. Prima di tutto, tante ricercatezze vennero interpretate dai più come una sorta di tradimento della tradizionale vocazione Bugatti alle soluzioni semplici ma efficaci. Come secondo aspetto, ma non meno importante, la vettura non trovò neppure il gradimento degli stessi piloti che si trovarono a testarla prima e a impiegarla in competizione poi. Infatti la vettura risultò estremamente difficile da controllare per via della trazione integrale che le conferiva un comportamento differente da quello delle trazioni posteriori a cui i piloti erano abituati fino ad allora. Inoltre era difficile da maneggiare, a causa della mancanza di servocomandi. Lo sterzo in particolare era pesantissimo. Questi furono i motivi per cui la Casa francese decise che al suo esordio (fissato per il Grand Prix di Montecarlo del 1932) la Type 53 doveva essere pilotata da un pilota noto per la sua robustezza: Albert Divo. Ma anch'egli, già dopo le prove, uscì distrutto dall'abitacolo della vettura.

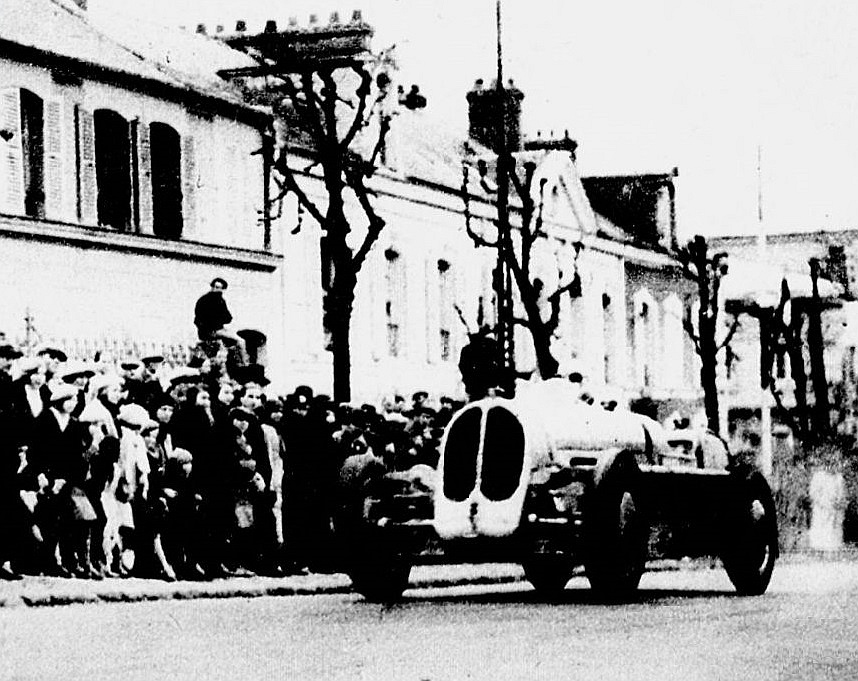
Robert Benoist alla cronoscalata di Chateau Thierry

Eppure non mancarono i successi: Louis Chiron riuscì per esempio nel 1932 a vincere la cronoscalata de La Turbie, presso Nizza, ripetendosi poi in altre due cronoscalate durante lo stesso anno (Chateau Thierry e Klausen). Nel 1934 René Dreyfus pilotò nuovamente la Tipo 53 per una nuova edizione della gara di La Turbie. Dreyfus riuscì ancora una volta a vincere battendo oltretutto il record stabilito due anni prima da Chiron. L'ultimo successo ottenuto da una Tipo 53 si ebbe nel 1935 con Robert Benoist al volante, ancora una volta alla cronoscalata di Chateau Thierry.